# Mark Zacharow
Mark Anatoljewicz Zacharow (ur. 13 października 1933 w Moskwie, zm. 28 września 2019 w Moskwie) – rosyjski aktor, dramaturg, reżyser filmowy i teatralny, scenarzysta, artysta ludowy.
Absolwent wydziału aktorskiego Instytutu Sztuki Teatralnej (1954). Od 1959 był związany ze studenckim teatrem Uniwersytetu Moskiewskiego. Od 1965 do 1973 był reżyserem w Teatrze Satyry w Moskwie, a od 1973 głównym reżyserem Teatru im. Leninowskiego Komsomołu w Moskwie. W 1978 wyreżyserował film Zwyczajny cud. Od 1991 był sekretarzem Rosyjskiego Związku Pracowników Teatru, a od 1992 członkiem Rady Prezydenckiej.
Był twórcą dynamicznych i efektownych spektakli, często według swoich własnych adaptacji i scenariuszy. Korzystał z pantomimy i wiele seansów zbliżał do musicali. Wyreżyserował spektakle teatralne: Smok (Jewgienij Szwarc, 1961), Junona i Awoś (rock-opera, Andriej Wozniesienski, Aleksiej Rybnikow, 1981), Tragedia optymistyczna (Wojciech Wiszniewski, 1983), Dyktatura sumienia (Michaił Szatrow, 1986).
Pochowany na Cmentarzu Nowodziewiczym w Moskwie.